# Labialització vocàlica
La labialització en les vocals és el grau d'avançament dels llavis, que adopten una forma d'embut més o menys pronunciada.
En català hi ha quatre graus de labialització:
1. Vocals de labialització nul·la: i [i], e tancada [e], e oberta [ε], vocal neutra [ə].
2. Vocal lleugerament labialitzada: o oberta.
3. Vocal mitjanament labialitzada: o tancada [o].
4. Vocal molt labialitzada: u [u].